# Barbara Wurster
Barbara Wurster (* 13. August 1970 in Metzingen) ist eine deutsche Schauspielerin und Sprecherin. Von 1996 bis 2007 war sie in festen Engagements an verschiedenen Stadttheatern in Deutschland tätig, seit 2007 ist sie freischaffend. Sie lebt mit Sohn und Mann in Berlin/Prenzlauer Berg.

## Leben und Wirken
Barbara Wurster ist die Tochter eines Unternehmerehepaares aus Metzingen, wo sie ihre Kindheit und Jugend verbrachte. Sehr früh erfreute sie ihre Familie mit kleinen improvisierten Theateraufführungen, wo sich schon ein gewisses schauspielerisches Talent abzeichnete. Ihre Begabung baute sie am Dietrich-Bonhoeffer-Gymnasium Metzingen in der dortigen Theater-AG weiter aus. Sie wirkte an öffentlichen Aufführungen in der Stadthalle Metzingen mit und entschied sich früh für den Beruf der Schauspielerin. 1990 beendete sie das Gymnasium mit dem Abitur.
Sie erhielt ihre Ausbildung in den Jahren 1991–1995 an der „Theaterakademie Spielstatt“ Ulm, die sie 1995 mit der ZBF-Prüfung abschloss. Nach mehreren Jahren in festen Engagements erweiterte sie ihre Fähigkeiten 2008 am „Camera Actor’s Studio“ bei Detlef Rönfeld und Veronika Nowag-Jones, ISFF Berlin.

## Theaterstationen
- 1996–1998 Bühnen der Landeshauptstadt Kiel – Theater im Werftpark
- 1998/1999 Kammerspiele Hamburg
  - „Sitzen in Hamburg“, als Natalia in einer Adaption von Anton Tschechows „Die drei Schwestern“ (Regie: Christiane Pohle). Diese Produktion bekam den 1. Preis beim Impulse-Festival 2000 und wurde von dem Sender 3-SAT aufgezeichnet und gezeigt.
- 1999 Theater Aachen: Gertrud Stauffacher in „Wilhelm Tell“ – Friedrich v. Schiller – Regie: Michael Klette
- 2001 Kestnergesellschaft Hannover: „Schwitters Merz 01. Die Rewüh“ – Regie: Jens Paarmann
- 2001–2002 Schauspielhaus Zürich:
  - Marie Beaumarchais in „Clavigo“ – J. W. v. Goethe – Regie: Christiane Pohle und LABORLAVACHE!
  - Marja Lwowna in „Sommergäste“ – Maxim Gorki – Regie: Christiane Pohle und LABORLAVACHE!
- 2002 Thalia Theater, TIF Staatstheater Dresden, Theaterhaus Jena, Sophiensaele Berlin: Klar in „Schieß doch, Kaufhaus“ – Martin Heckmanns und andere. – Regie: Simone Blattner
- '2002–2003 Theaterhaus Jena:
  - Mutter Baumert in „Die Weber“ – Gerhart Hauptmann – Regie: Claudia Bauer
  - Hannelore A in „Die Weber“ – Marc Becker und andere. – Regie: Christian von Treskow
  - Gerlinde in „Gnadenlos“ – Melanie Gieschen – Regie: Johannes Mager
  - Die Brill in „Triumph der Provinz“ – Felicia Zeller und andere. – Regie: Claudia Bauer
- 2003–2005 Deutsches Nationaltheater Weimar:
  - „4.48 Psychose“ Monolog – Sarah Kane (Koproduktion mit Theater Heidelberg) – Regie: Sebastian Schug
  - Eddy the king in „Margaretha. Eddy. Dirty Rich“ – Tom Lanoye/Luc Perceval – Regie: Thomas Thieme
  - Smeraldina in „Der Diener zweier Herren“ – Carlo Goldoni – Regie: Jasper Brandis
  - Gertrud Stauffacher in „Wilhelm Tell“ – Friedrich Schiller – Regie: Stephan Märki (auf dem Rütli, Schweiz)
  - Lady Capulet in „Romeo und Julia“ – William Shakespeare – Regie: Georg Schmidleitner
  - Frau Kovacic in „Volksvernichtung oder meine Leber ist sinnlos“ – W. Schwab – Regie: Julia von Sell
  - „Sekretärinnen“ – Franz Wittenbrink – Regie: Thomas Potzger
- 2005–2007 Theater Heidelberg:
  - Magda in „Das erste Mal“ – Michal Walczak – Regie: Orazio Zampeletti
  - Mathilde Pusebach in „Frau Luna“ – Paul Lincke – Regie: Bernd Mottl
  - „Der Kick“ – Andreas Veiiel – Regie: Sebastian Schug
  - Oberköchin Brunelda in „Amerika“ – Franz Kaffka – Regie: Annette Pullen
  - Beatrice in „Viel Lärm um Nichts“ – William Shakespeare – Regie: Axel Richter
  - „Wir im Finale“ – Marc Becker – Regie: Marc Becker
  - Magenta in „The Rocky Horror Show“ – Richard O’Brian – Regie: Andreas Nathusius
  - „Planet Porno 1 & 2“ – Patrick Wengenroth – Regie: Patrick Wengenroth
  - Fürstin Antonia in „Der Sturm“ – William Shakespeare – Regie: Annette Büschelberger
  - „4.48 Psychose“ Monolog – Sarah Kane (Koproduktion mit DNT Weimar) – Regie: Sebastian Schug
- 2007 Staatstheater Braunschweig: Josepha Vogelhuber in „Im weißen Rössl“ – Regie: Kay Neumann
- 2008 Pathos Transport Theater München: Hilde in „What the building saw“ – Regie: Judith Huber / Susanne Schröder
- 2010 Produktion Hensel & Spatz: „Grüne Lunge, blutiges Pflaster“ – Regie: Katja Hensel
- 2010–2011 Schauspielhaus Düsseldorf: „Pünktchen und Anton“, Regie: Franziska Steiof
- 2011 Heimathafen Neukölln: „Endstation ewige Heimat“, Regie: Nicole Oder
- 2011 Neuköllner Oper: „Discount Diaspora“, Regie: Markus Heinzelmann
- 2011 Lichthof Hamburg: „Meet the incredible future super girl“, Regie: Gero Vierhuf

## Filmografie
- 2009: Wolfsfährte, ARD
- 2010: Mord in bester Gesellschaft, ARD
- 2010: SOKO Wismar, ZDF
- 2011: Gute Zeiten, schlechte Zeiten Gastrolle; RTL

## Hörfunk und Sprechen
- 2003 Lesungen in der Kunsthalle Faust, Hannover
- 2004/2005 Lesungen für das Neue Schauspiel Erfurt
- 2005 Hörspiele für Bauhausuniversität Weimar
- 2005 „Audioguide“ für Museen in Weimar
- seit 2006 Sprecherin beim SWR, Stuttgart
- seit 2007 Sprecherin für Tonstudios in Berlin